# Гідрокомплекс Клезон-Діксенс
Гідрокомплекс Клезон-Діксенс (фр. Cleuson-Dixence) — гідроенергетичний комплекс в басейні річки Рона, що має у своєму складі декілька водосховищ з греблями, насосними станціями та дериваційними гідроелектростанціями. Розташовано у кантоні Вале, Швейцарія.

## Загальні відомості

Схема комплексу Клезон-Діксенс

Карта комплексу Клезон-Діксенс

Основна гребля комплексу Гранд-Діксенс (фр. Barrage de la Grande-Dixence), утворює водосховище Дікс на річці Діксенс (ліва притока Borgne, яка, своєю чергою, є лівою притокою Рони). Сховище має найвищу відмітку підйому води 2364 м НРМ, за якої його об'єм сягає 0,4 км³, а глибина — 284 м. Більшість води надходить з навколишніх льодовиків у період їх активного танення влітку, внаслідок чого водосховища гідрокомплексу досягають максимально високої позначки води у вересні і мінімального у квітні.
Гранд-Діксенс є бетонною гравітаційною греблею заввишки 285 м, завширшки 700 м, з товщиною від 15 м (по пасму) до 200 м (по базі), при цьому споруда містить 6 млн м³ бетону. Пасмо греблі розташовується на висоті 2365 м НРМ. У фундаменті греблі та місцях її сполучення зі стінами ущелини проводилися додаткові роботи зі створення гідроізолюючого шару, глибина якого складає 200 м в основі та 100 м по бічних схилах. Зведення Гранд-Діксенс розпочали в 1950 році і закінчили в 1964-му, за рік до офіційного закінчення будівництва.
Крім природного припливу з навколишніх льодовиків до водосховища Дікс також здійснюється деривація з інших річок, що дренують розташовану далі на схід ділянку північного схилу Пеннінських Альп. Для цього створені чотири насосні станції (Z'Mutt, Stafel, Ferpècle і Arolla) та система тунелів загальною довжиною 100 км.
Додатковим джерелом для роботи комплексу є водосховище Клезон біля греблі Клезон (висота 87 м), яке віддалене на 7 км у північно-західному напрямку і рівень якого на 178 м нижче максимальної позначки озера Дікс (2186 м НРМ проти 2364 м).
Вода з основного водосховища використовується чотирма гідроелектростанціями сумарною потужністю 2069 МВт і річним виробництвом електрики 2 млрд кВт·год на рік (КВВП ≈12 %). Для постачання водою ГЕС Шандолін, Фіонней, Нендаз і Б'єдрон використовуються три водогони, а відпрацьована вода надходить у річку Рона.
Насосні станції, гідроелектростанції і греблі формують комплекс Клезон-Діксенс. Оскільки система використовує насосні станції для додаткового постачання води, вона, в її сучасному стані, є комбінованим варіантом ГЕС і ГАЕС.

## Історія

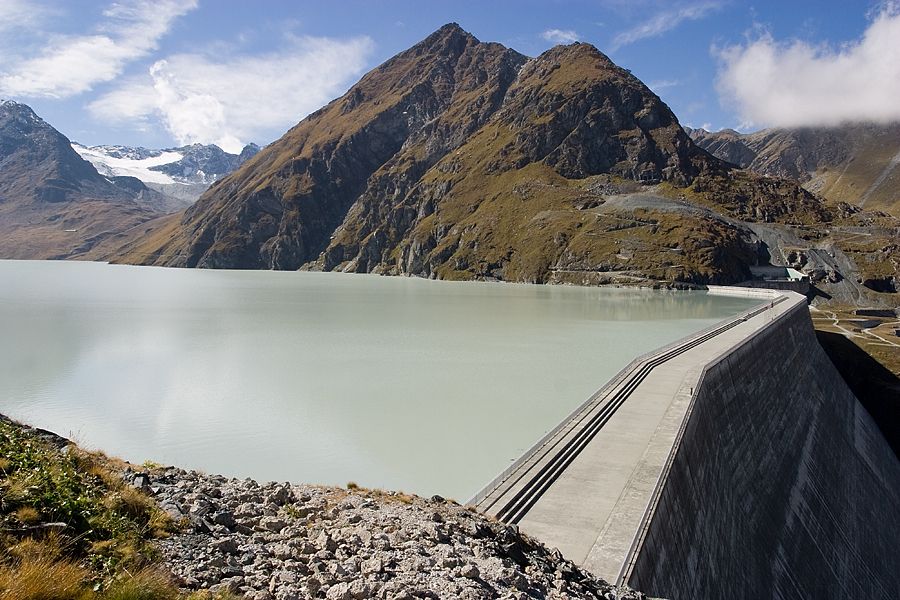
Гребля Гранд-Діксенс в 2004 році

Energie Ouest Suisse («EOS») була утворена в 1922 році на основі декількох невеликих гідроелектростанцій. Враховуючи плани виробництва великої кількості електроенергії, зусилля «EOS» зосередилися в кантоні Вале, який містить 56 % льодовиків Швейцарії та є володарем найбільшого сховища прісної води на європейському континенті. У 1927-му «EOS» отримав ліцензію на роботи у верхньому сточищі річки Діксенс. За два роки 1200 робітників почали будівництво першої греблі Діксенс, яка була завершена в 1935-му. Ця гребля забезпечувала водою ГЕС Шандолін встановленою потужністю 120 МВт.
Зростання промисловості після Другої світової війни призвело до збільшення споживання електроенергії та стало спонукальною причиною спорудження греблі Клезон у 1947—1951 рр., а також будівництва греблі Гранд-Діксенс. Останнє здійснювалося Гранд Діксенс СА, дочірньою компанією «EOS», починаючи з 1950 року. До робіт були залучені 3000 робітників, які завершили заливку 6 млн м³ бетону у 1964-му. При цьому в 1957 році перша гребля Діксенс виявилась затоплена новим водосховищем, хоча й виступає з води при його низькому рівні.

## Гідроелектростанції

### Шандолін
ГЕС Шандолін — електростанція, побудована для першої греблі Діксенс. Її використання, втім, продовжилось і після затоплення першої греблі та тривало до середини 2010-х років, коли станцію законсервували. ГЕС є найменш потужною з чотирьох станцій та має п'ять турбін Пелтона загальною потужністю 120 МВт, що працюють при розрахунковому напорі 1748 м.

### Фіонней
ГЕС Фіонней отримує воду від греблі Гранд-Діксенс за допомогою 9 км тунелю з середнім нахилом 10°. Після зрівняльного резервуара Лувьє тунелі переходять у водогони з нахилом 73° і загальним падінням 800 м. Система дозволяє пропуск 45 м³/сек води, які використовуються шістьма турбінами Пелтона загальною потужністю 290 МВт. Можливо також відзначити, що існує інша станція Фіоннай, яка працює за рахунок ресурсу, накопиченого Мовуазенською греблею.

### Нендаз
ГЕС Нендаз використовує ресурс, що надходить від ГЕС Фіонней. Система доставки води до електростанції включає в себе тунель довжиною 16 км, який веде в зрівняльну камеру Перуа (фр. Péroua) на 1000 м вище ГЕС Нендаз. Машинний зал останньої обладнаний шістьма турбінами Пелтона загальною потужністю 390 МВт і витратою 45 м³/сек, що робить станцію другою за потужністю в країні після ГЕС Б'єдрон.

### Б'єдрон
ГЕС Б'едрон використовує систему водогонів від греблі Гранд-Діксенс із загальним падінням 1883 м. Вода, що надходить, використовується трьома турбінами Пелтона сумарною потужністю 1269 МВт. Станція є наймолодшою в усьому комплексі — її спорудження тривало в період з 1993 по 1998 рр. Вартість будівництва склала 1,2 млрд $.

## Рекордні показники гідрокомплексу
Залізобетонна гравітаційна гребля Гранд-Діксенс має висоту від бази 285 м, що станом на 2011 рік робить її найвищою гравітаційною бетонною греблею у світі.
ГЕС Б'єдрон є володарем відразу декількох світових рекордів — вона має найбільший розрахунковий напор, при якому працюють турбіни (1883 м), найпотужніші турбіни Пелтона (3 × 423 МВт) і найбільшу вихідну потужність генераторів (35,7 МВА). На 2011 рік Б'єдрон є найбільшою ГЕС на території Швейцарії по загальній потужності встановлених генераторів.

## Ресурси Інтернету
- Grande Dixence німецькою, французькою та італійською //  Історичний словник Швейцарії.
- Grande Dixence Dam в базі Structurae

- Grande Dixence
- Cycling Profile for route to La Grande Dixence [Архівовано 18 липня 2016 у Wayback Machine.]